# Civitates orbis terrarum

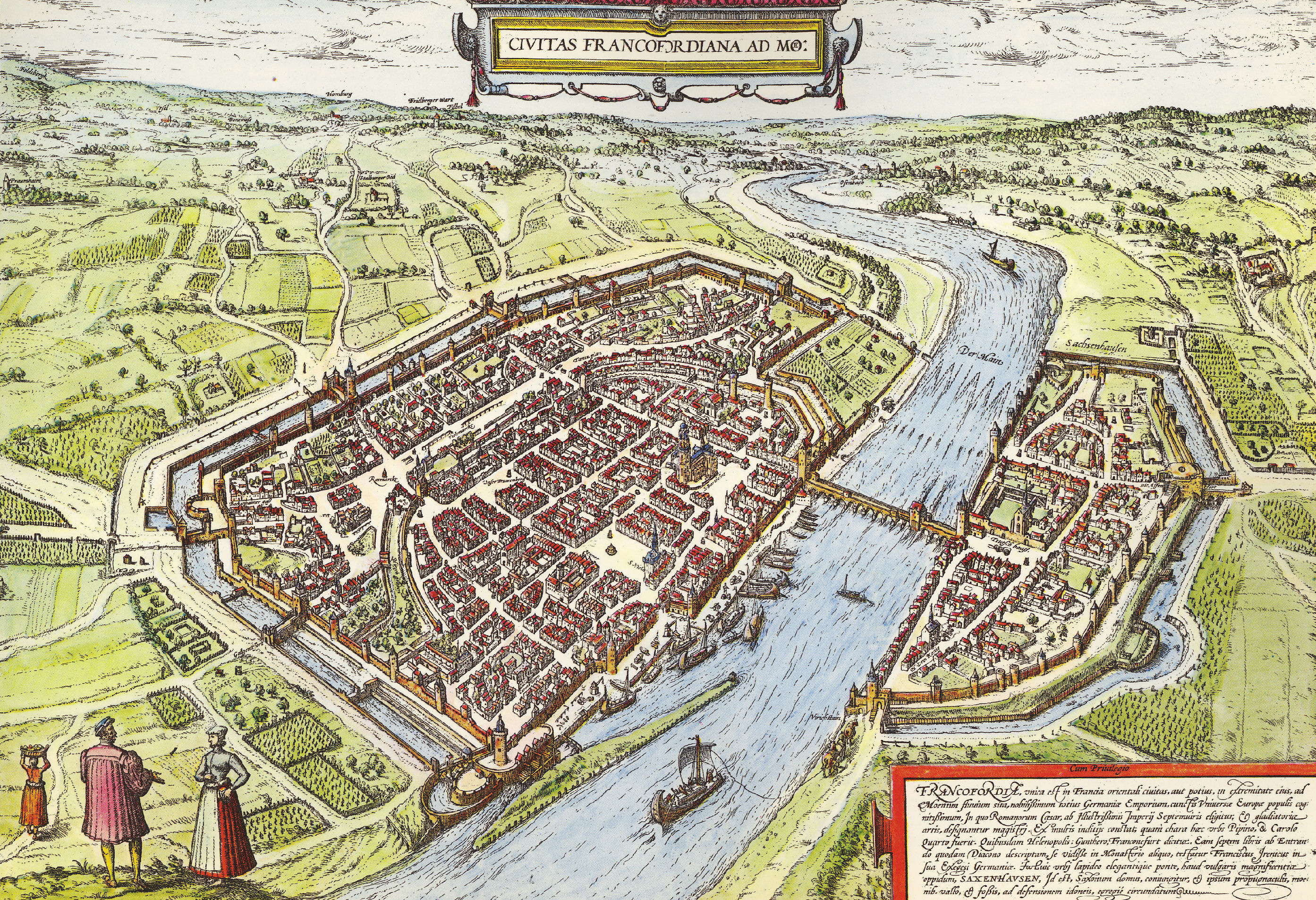
Frankfurt som det är illustrerat i Civitates

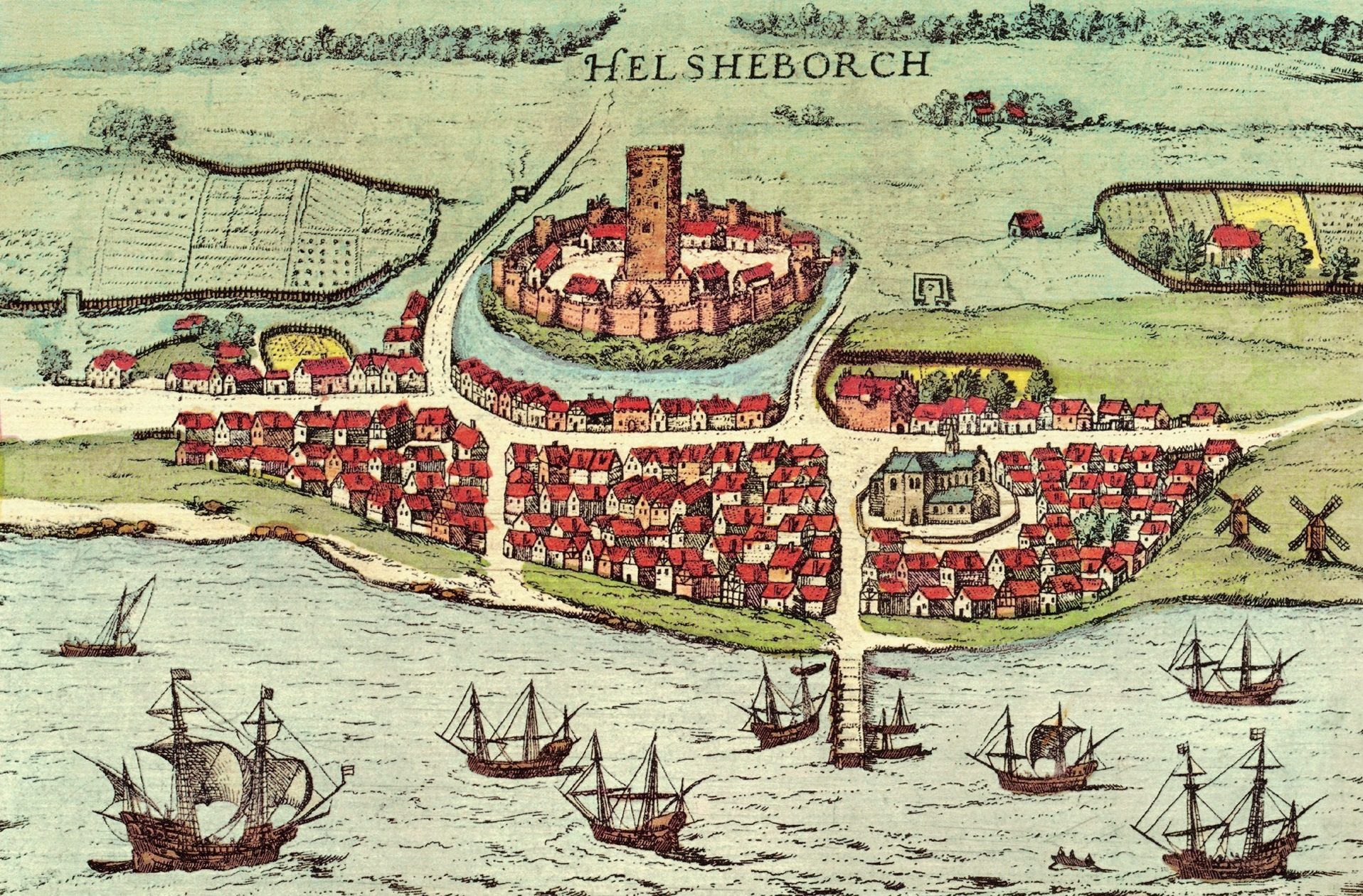
Helsingborg.

Civitates orbis terrarum, på svenska: Världens städer, är ett verk från 1500-talets slut med illustrationer av flera av dåtidens städer utgivet av den tyske prästen Georg Braun. Den största delen av illustrationerna är utförda av den flamländska illustratören Frans Hogenberg, men man finner även illustrationer utförda av Simon Novellanus och Joris Hoefnagel. Den första volymen utgavs i Köln år 1572 och den sjätte och sista kom ut 1617. Verket innehåller 546 avbildningar, fågelperspektiv och kartor av städer från hela världen. Civitates var tänkt att fungera som en komplettering till den tidigare utgivna Theatrum Orbis Terrarum från 1570, utförd av Abraham Ortelius, ansedd som den första egentliga atlasen. Ortelius följde och understödde även arbetet av Civitates.
Det finns tecken på att det var Hogenberg som var den förste att föreställa sig verket, men att den redigerande funktionen övertogs av Braun, som samlade in och sammanställde alla inkomna verk av de resande illustratörerna. Han använde sig även av existerande verk, till exempel för de holländska och belgiska städerna där kartor utförda av den holländske kartografen Jacob van Deventer nyttjades, och kopior av tidigare kopparstick och träsnitt. Braun vädjade även till läsarna att skicka in egna illustrationer av de städer som inte omfattades av verket. Detta ledde till flera svar, bland annat från den danske ståthållaren i Schleswig och Holstein Henrik Rantzau, som försåg Braun med flere illustrationer av skandinaviska städer, och den engelske topografen William Smith, som skickade in kartor av flera engelska städer.
De svenska städer som finns illustrerade i verket innefattar bland annat: Helsingborg, Landskrona, Lund, Malmö, Stockholm och Visby. De två vyerna av Stockholm är tecknade och signerade av Hieronymus Scholeus.
Verket utgör en viktig källa för att öka förståelsen av hur världens städer såg ut i slutet av 1500-talet, men bör granskas kritiskt, då illustratörerna ofta tog sig vissa konstnärliga friheter.

## Editioner
- Band 1 (1572) - bland annat Amsterdam, Barcelona, Bryssel, Casablanca, Florens, Hamburg, Istanbul, Kairo, Köln, Lissabon, London, Mexico City, Rom och Wien
- Band 2 (1575) - bland annat Alexandria, Bilbao, Cambridge, Damaskus, Marseille, Moskva och Tunis
- Band 3 (1581) - bland annat Edinburgh, Riga, Vilnius och Zürich.
- Band 4 (1588) - bland annat Bergen, Bratislava, Helsingborg, Helsingör, Lund, Malmö, Ostia och Stockholm
- Band 5 (1598) - bland annat Calais, Granada, Rostock, Sevilla, Toledo och Visby
- Band 6 (1617) - bland annat Nancy, Krakow, Lviv och Poznań